# Campanaro (feudo)
Campanaro (o Casale Campanaro, in latino medievale Casale Campanarii) era un antico borgo feudale appartenuto alla contea di Ariano. I suoi ruderi emergono nell'alta valle del Miscano, circa 250 metri a nord dell'antico tratturello che unisce Volturara Appula e Castelfranco in Miscano alle Tre Fontane di Greci.
Il sito di Campanaro sorge su un modesto terrazzo fluviale presso la confluenza di diversi torrenti, i quali immediatamente a valle del borgo in rovina si uniscono per dar vita al fiume Miscano. L'intera zona è ricca di acque, riparata dai venti ed esposta a mezzogiorno.

## Storia
L'etimologia del toponimo (campanàro nei dialetti campani significa "campanile") è probabilmente ricollegabile all'antica chiesa arcipretale di Santa Maria, ben attestata nei documenti medievali ma da lungo tempo scomparsa; l'area è stata comunque sempre sottoposta alla diocesi di Ariano.
Non si sa quando il borgo fu edificato, anche se risultava già citato nel Catalogus baronum di epoca normanna (XII secolo), allorquando Ariano era sede di una vasta grancontea. Al tempo degli Angioini, nel 1299, è poi documentata una disputa di confine tra Mainardo, feudatario di Campanaro, e Goffrido de Dragone, signore di Vetruscelli; anche quest'ultimo insediamento (situato più a monte e più a nord di Campanaro) apparteneva alla contea e diocesi di Ariano. A sud di Campanaro, oltre il torrente Tre Fontane, vi era invece il feudo Sant'Eleuterio, ubicato sull'omonimo altipiano (nel moderno territorio di Ariano Irpino) e corrispondente all'antica Aequum Tuticum, importante snodo viario di epoca romana.
L'assistenza religiosa ai fedeli residenti era regolarmente esercitata da un presbitero diocesano operante in loco; in particolare si cita la figura di Bartolomeo Grasso, canonico della cattedrale di Ariano e arciprete di Campanaro per lunghi decenni (almeno dal 1362 al 1407). Il centro abitato è poi citato per l'ultima volta nel 1466, dopodiché la località risulta essere permanentemente spopolata e accorpata a Castrum Franculi (l'attuale Castelfranco in Miscano); le cause e la data esatta della sua distruzione rimangono tuttavia ignote.